# 다프니스와 클로에 (발레)
다프니스와 클로에(Daphnis et Chloé)는 모리스 라벨이 작곡한 곡이 곁들어진 발레를 위한 관현악곡이다. 라벨은 이 작품을 가리켜, 무용교향곡(symphonie choréographique)이라 칭했다. 3세기 경의 고대 그리스 작가인 롱구스(그리스어:Λόγγος)의 낭만적인 소설을 미하엘 포킨이 각색하였다. 염소지기와 양치기 소녀와의 사랑에 관한 이야기로 3부로 구성되었다.

## 개요
라벨은 세르게이 디아길레프의 의뢰를 받은 후, 1909년에 악보를 작곡하기 시작했다. 1912년 6월 8일 파리의 샤틀레 극장(Théâtre du Châtelet)에서 발레 루스의 초연이 있었다. 피에르 몽퇴가 교향악단을 지휘하였고, 미하일 포킨이 안무를 맡았고, 바슬라프 니진스키가 다프니스의 역할로 춤을 추었다. 이 인상적인 원 무대장치는 레온 박스트에 의해 디자인되었다.

## 악기 편성
- 목관악기: 피콜로(제3플루트를 겸함), 플루트2(제2플루트는 제2피콜로를 겸함), 알토 플루트, 오보에2, 잉글리시 호른, 내림 마조 클라리넷, 클라리넷2, 베이스 클라리넷, 바순3, 콘트라바순
- 금관악기: 호른4, 트럼펫(다)4, 트롬본3, 튜바
- 타악기: 팀파니, 글로켄슈필, 실로폰, 작은북, 캐스터네츠, 크로탈, 심벌즈, 윈드머신(풍음기), 큰북, 필드 드럼, 탬버린, 트라이앵글, 탐탐
- 현악기: 하프2, 현악기(10부)
- 무대 위: 피콜로,  내림 마조 클라리넷, 호른, 트럼펫, 가사가 없는 혼성 합창[1]

## 평가
다프니스와 클로에는 거의 한시간 정도의 길이로 라벨의 관현악곡중에서 가장 길다. 이 작품은 작곡가가 무척 아끼던 작품 중의 하나로 라벨의 수작으로 널리 평가된다. 이례적으로 풍성한 화성은 음악에서 인상파 동향의 전형이다. 라벨은 발레로부터 음악을 추출하여 두 개의 교향 모음곡을 만들었는데, 두 번째 작품이 특히 인기있다. 완성된 작품 그 자체는 무대에서보다는 콘서트에서 더 자주 공연된다.
라벨은 발레를 위한 수많은 작품을 작곡했다. 그의 발레곡을 위해서 그의 피아노 모음곡인 어미 거위(Ma Mère l'Oye)을 관현악으로 편곡했다. 그 작품은 유명한 볼레로(Boléro)로 원래는 무용곡으로 작곡되었으나 이제는 관현악 소품으로 인기가 있다. 라벨은 역시 발레 작품인 잔느의 부채(L'eventail de Jeanne)를 공동작업하였다.
자크 오펜바흐는 1869년에 역시 다프니스와 클로에를 주제로 오페레타로 작곡하였다.